# Lady Dianas Brautkleid

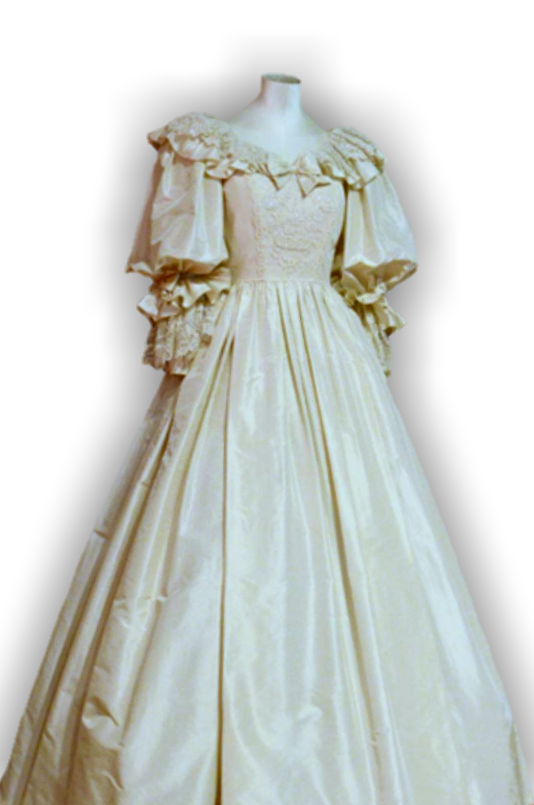
Lady Dianas Brautkleid wurde unter anderem in Edmonton ausgestellt

Lady Dianas Brautkleid ist das Brautkleid, das Lady Diana bei ihrer Hochzeit mit Charles, Prince of Wales, am 29. Juli 1981 in der St.-Pauls-Kathedrale trug. Die Robe aus elfenbeinfarbenem Seidentaft hat eine Schleppe von 7,62 Meter Länge, sowie einen 1,40 Meter langen Schleier. Der Wert des Hochzeitkleids wurde auf £ 151.000 (ca. 80.202,44 €) geschätzt. Es ist eines der bekanntesten Brautkleider der Welt und war vor der Hochzeit eines der bestgehüteten Geheimnisse der Modegeschichte.

## Design
Das Kleid wurde von den britischen Designern Elizabeth und David Emanuel entworfen. Das Designerpaar hatte das Ziel ein Kleid zu kreieren, dass in die Geschichte eingeht und von Diana selbst geliebt wird, ein Kleid, das „so dramatisch ist, dass es in Erinnerung bleibt“. Diana entschied sich bewusst für diese beiden Designer. Sie hatten zuvor schon eine Chiffonbluse für eine offizielle Fotoserie mit Lord Snowdon zur Verlobung entworfen, die Diana sehr gefiel, außerdem ein schulterfreies schwarzes Abendkleid, mit dem Diana in der Verlobungszeit Aufsehen erregt hatte.
Der Seidentaft wurde von Stephen Walters aus Suffolk hergestellt. Die Emanuels zogen Maureen Baker zu Rate, die 1973 das Hochzeitskleid von Prinzessin Anne entworfen hatte. Ein Beobachter schrieb: „Das Kleid ist ein Reifrock, es symbolisiert Sexualität und Prunk, eine Baisertorte bestickt mit Perlen und Pailletten und das Korsett verschnörkelt mit Spitze.“ Die Robe ist verziert mit Handstickereien, Pailletten und 10.000 Perlen, in der Mitte ein Herzmotiv. Ein Hufeisen aus 18-karätigem Gold wurde als Zeichen von Glück auf den Unterrock gestickt. Es wurde mit handgefertigter Carrickmacross-Spitze aus dem Besitz Queen Marys besetzt. Im Gegensatz dazu wurde das Brautkleid von Catherine Middleton für die Hochzeit mit Prinz William, Dianas ältestem Sohn, lediglich mit maschinell gefertigten Stickereien in Anlehnung an Moulinseide versehen.
Die Anproben des Kleides gestalteten sich schwierig, weil Diana aufgrund ihrer Bulimie in den Monaten vor der Hochzeit so stark abnahm, dass sie zwei Kleidergrößen verlor. 
Die mehr als sieben Meter lange Schleppe warf zusätzlich Probleme auf. Wie der Autor Andrew Morton in der Biografie Diana: Her True Story schrieb, hatten die Designer deren Länge nicht im Verhältnis zu der Glaskutsche bemessen, mit der Diana und ihr Vater zur Zeremonie fuhren. Es war nicht einfach, die Schleppe in der Kutsche unterzubringen, sie wurde während der Fahrt zerdrückt. Als Diana und ihr Vater bei der Kirche eintrafen, hatten das Kleid und die Schleppe sichtbare Falten. Für den Fall, dass das Design ihres Kleides vor dem Tag der Hochzeit öffentlich bekannt geworden wäre, hielten die Hochzeitsplaner zusätzlich ein anderes Modell als Ersatz bereit.

## Einfluss
Dianas Kleid setzte nach der Hochzeit einen Modetrend. Gefragt waren große Puffärmel, Faltenröcke und „weiche Stoffe“. Kopien des Kleides von anderen Designern wurden bereits wenige Stunden nach der Hochzeit 1981 angeboten.
Viele Experten sahen das Kleid als „Goldstandard“ der Hochzeitsmode in den Jahren nach der Hochzeit. In den folgenden Jahren wurde das Kleid jedoch nicht nur gelobt. 2004 beurteilte ein Hochzeitsmagazin das Kleid als „zu viel Kleid, zu wenig Prinzessin“. Dennoch erhält Elizabeth Emanuel immer wieder Anfragen nach Kopien von Dianas Brautkleid.
Dianas ehemaliger Butler, Paul Burrell, schrieb 2003 in seiner Biografie, sie habe gewollt, dass ihr Kleid Teil der Modeausstellung des Victoria-und-Albert-Museums werde. Nach dem Unfalltod Dianas Ende August 1997 ging es entsprechend ihrem Letzten Willen an ihren Bruder Charles Spencer, der es aufbewahren sollte, bis beide Söhne, William und Harry, 30 Jahre alt geworden waren. Spencer ließ das Kleid bis auf zwei Monate im Jahr, in denen es im Familiensitz Althorp blieb, zusammen mit anderen Hinterlassenschaften seiner Schwester in der Ausstellung „Diana: A Celebration“ zeigen. Sie war in vielen Ländern außerhalb Großbritanniens zu sehen und brachte über eine Million Pfund für Dianas Wohltätigkeitsstiftung Diana, Princess of Wales Memorial Fund ein. 2014 ging das Kleid von Dianas Bruder an ihre Söhne über. Der Verlobungsring wurde an William und das Hochzeitskleid an Harry übergeben.
Im Jahr 2018 kürte das amerikanische Magazin Time das Kleid zum „einflussreichsten britisch-königlichen Hochzeitskleid aller Zeiten“.